# Antonio Meucci

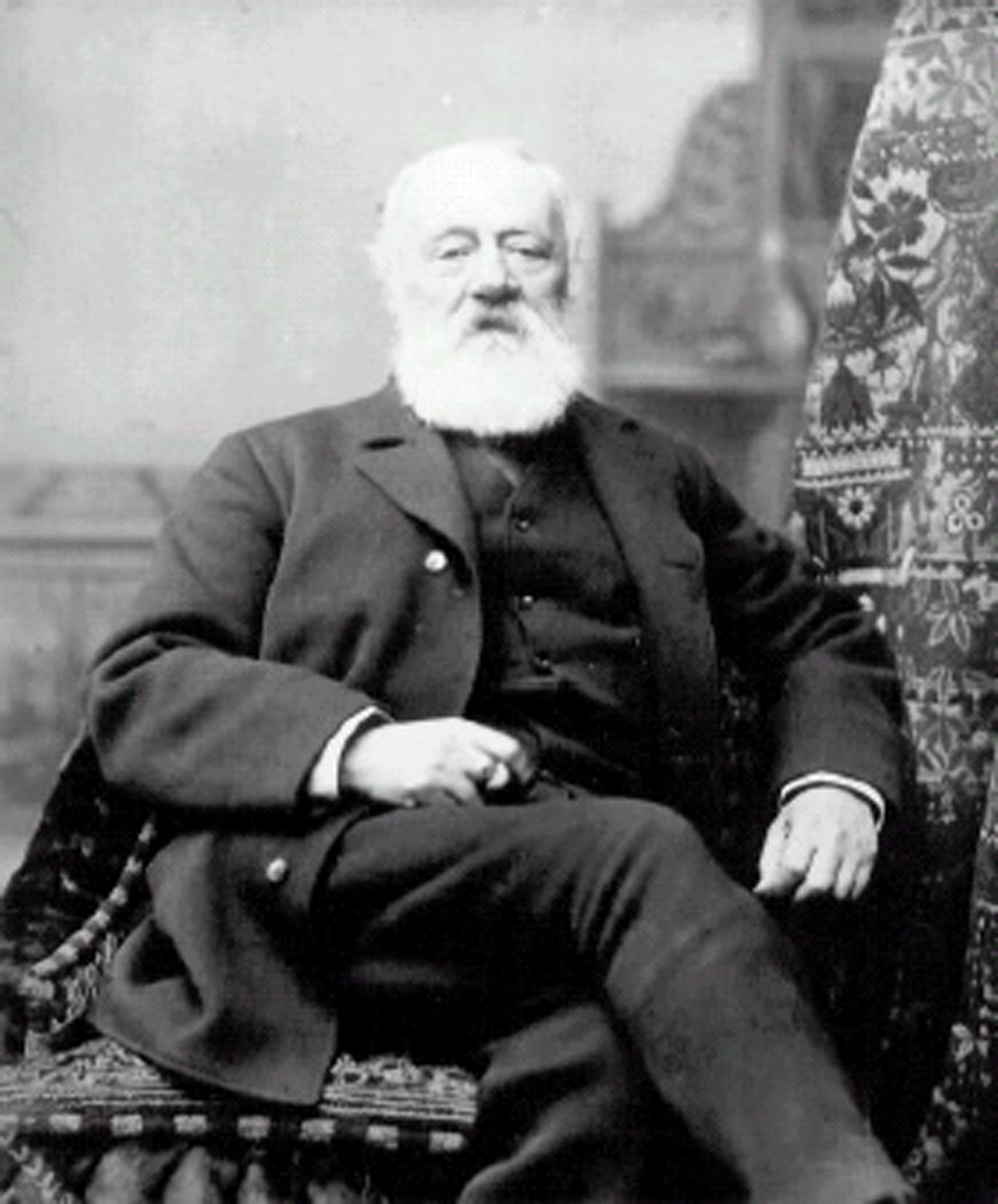
Antonio Meucci

Antonio Santi Giuseppe Meucci (* 13. April 1808 im Florentiner Stadtteil San Frediano; † 18. Oktober 1889 in New York) war ein italienischer Erfinder. Unabhängig voneinander erfanden er und Philipp Reis das Telefon.

## Leben und Wirken
Antonio Meucci besuchte die Akademie der schönen Künste und studierte anschließend Chemie und Mechanik. Gleichzeitig versah er seinen Militärdienst als Stadtwache. Um 1833 wurde er leitender Bühnentechniker am Teatro della Pergola, in dem er ein bis heute erhaltenes Akustik-Rohr-Telephon installierte. Aufgrund seiner Sympathie mit den Revolutionären zur Befreiung Italiens stand er unter Überwachung, landete einige Monate im Gefängnis und verließ Italien 1835 in Richtung Kuba, wo man ihm ein lukratives Angebot unterbreitet hatte. Kurz vor seiner Abreise heiratete er Esther Mochi.
In Havanna wurde er erneut leitender Bühnentechniker. Nebenbei widmete er sich seinen Erfindungen, unter anderem einem chemischen Verfahren zur Verarbeitung von Abwässern. Zugleich gründete er eine Galvanisierungsfabrik, die vorwiegend für das Militär arbeitete. Dabei verdiente er sich ein Vermögen, welches ihm erlaubte, der Revolution in Italien finanzielle Mittel zukommen zu lassen. Nach Ablauf seines Vertrages 1850 siedelte er nach New York über.
In Clifton/New York ließ er sich nieder und ging dort seinen Ideen nach. Diese führten 1851 zur Gründung der ersten Stearinkerzenfabrik, zur Gründung der Clifton Brauerei für Lagerbier 1856 und zur weltweit ersten Paraffinkerzenfabrik 1860. Zwischenzeitlich war das rheumatische Leiden seiner Frau so groß, dass sie das Zimmer nicht mehr verlassen konnte. Aus diesem Grunde entwickelte Meucci 1854 die erste Fernsprechverbindung.
1860 hatte der Erfinder seinen Fernsprechapparat erstmals vorgeführt. Geschäfte mit windigen Spekulanten führten jedoch zum Verlust seines gesamten Vermögens und seiner wirtschaftlichen Unabhängigkeit. 1866 verbrannte sich Meucci bei der Explosion eines Dampfkessels so sehr, dass er drei Monate nicht arbeiten konnte. Er wurde entlassen und seine Frau war genötigt, seine Arbeitsmodelle, darunter die des Telefons, zu verkaufen. Doch Meucci gab nicht auf und verbesserte sein Telefon. 1871 wollte er es zum Patent anmelden. Da er die Summe zur endgültigen Anmeldung nicht aufbringen konnte, lief das vorläufige Patent 1873 aus. Auch eine Kontaktaufnahme mit der Western Union Telegraph Company, der er seine Gerätschaften und Unterlagen zur Ansicht übergab, brachte nichts. Als er 1874 diese Dinge zurückforderte, wurde ihm mitgeteilt, man habe sie verloren.
1876 meldete Alexander Graham Bell, damals bei Western Union angestellt, sein Telefon zum Patent an. Trotz jahrzehntelanger Streitigkeiten gelang es Antonio Meucci nicht, das Patent oder wenigstens finanzielle Entschädigungen von Bell zu erhalten. Er starb als verarmter Mann.
Am 11. Juni 2002 würdigte das amerikanische Repräsentantenhaus in einer Resolution Antonio Meuccis Erfindung und seine Arbeit bei der Einführung des Telefons.